# Камаран
Камаран (араб. كمران‎) є найбільшим островом Червоного моря, який знаходиться під контролем Ємену. При площі 108 квадратних кілометрів, він має довжину 18 кілометрів і ширину 7 кілометрів. Розташований в південній частині Червоного моря, у мілких водах континентального шельфу півострова Аравія та оточений з трьох боків кораловими рифами.

## Клімат
Острів знаходиться у зоні, котра характеризується кліматом тропічних пустель. Найтепліший місяць — липень із середньою температурою 32,8 °C (91 °F). Найхолодніший місяць — січень, із середньою температурою 25,6 °С (78 °F).
| Клімат Камарану         | Клімат Камарану | Клімат Камарану | Клімат Камарану | Клімат Камарану | Клімат Камарану | Клімат Камарану | Клімат Камарану | Клімат Камарану | Клімат Камарану | Клімат Камарану | Клімат Камарану | Клімат Камарану | Клімат Камарану |
| Показник                | Січ.            | Лют.            | Бер.            | Квіт.           | Трав.           | Черв.           | Лип.            | Серп.           | Вер.            | Жовт.           | Лист.           | Груд.           | Рік             |
| Абсолютний максимум, °C | 31              | 31              | 34              | 36              | 38              | 40              | 40              | 39              | 40              | 38              | 34              | 32              | 40              |
| Середній максимум, °C   | 27              | 28              | 30              | 31              | 35              | 36              | 36              | 36              | 36              | 33              | 30              | 28              | 32              |
| Середня температура, °C | 25              | 25              | 27              | 28              | 31              | 32              | 32              | 32              | 32              | 30              | 27              | 25              | 29              |
| Середній мінімум, °C    | 23              | 23              | 25              | 26              | 27              | 28              | 29              | 29              | 28              | 27              | 25              | 23              | 26              |
| Абсолютний мінімум, °C  | 18              | 19              | 21              | 22              | 23              | 23              | 22              | 22              | 23              | 22              | 20              | 20              | 18              |
| Норма опадів, мм        | 0               | 0               | 0               | 0               | 0               | 0               | 10              | 10              | 0               | 0               | 10              | 20              | 80              |
| Днів з дощем            | 0               | 0               | 0               | 0               | 0               | 0               | 1               | 1               | 0               | 0               | 1               | 2               | 8               |
| Вологість повітря, %    | 74              | 71              | 70              | 68              | 61              | 61              | 57              | 61              | 65              | 62              | 69              | 72              | 66              |
| ----------------------- | --------------- | --------------- | --------------- | --------------- | --------------- | --------------- | --------------- | --------------- | --------------- | --------------- | --------------- | --------------- | --------------- |
| Джерело: Weatherbase    |                 |                 |                 |                 |                 |                 |                 |                 |                 |                 |                 |                 |                 |

## Історія

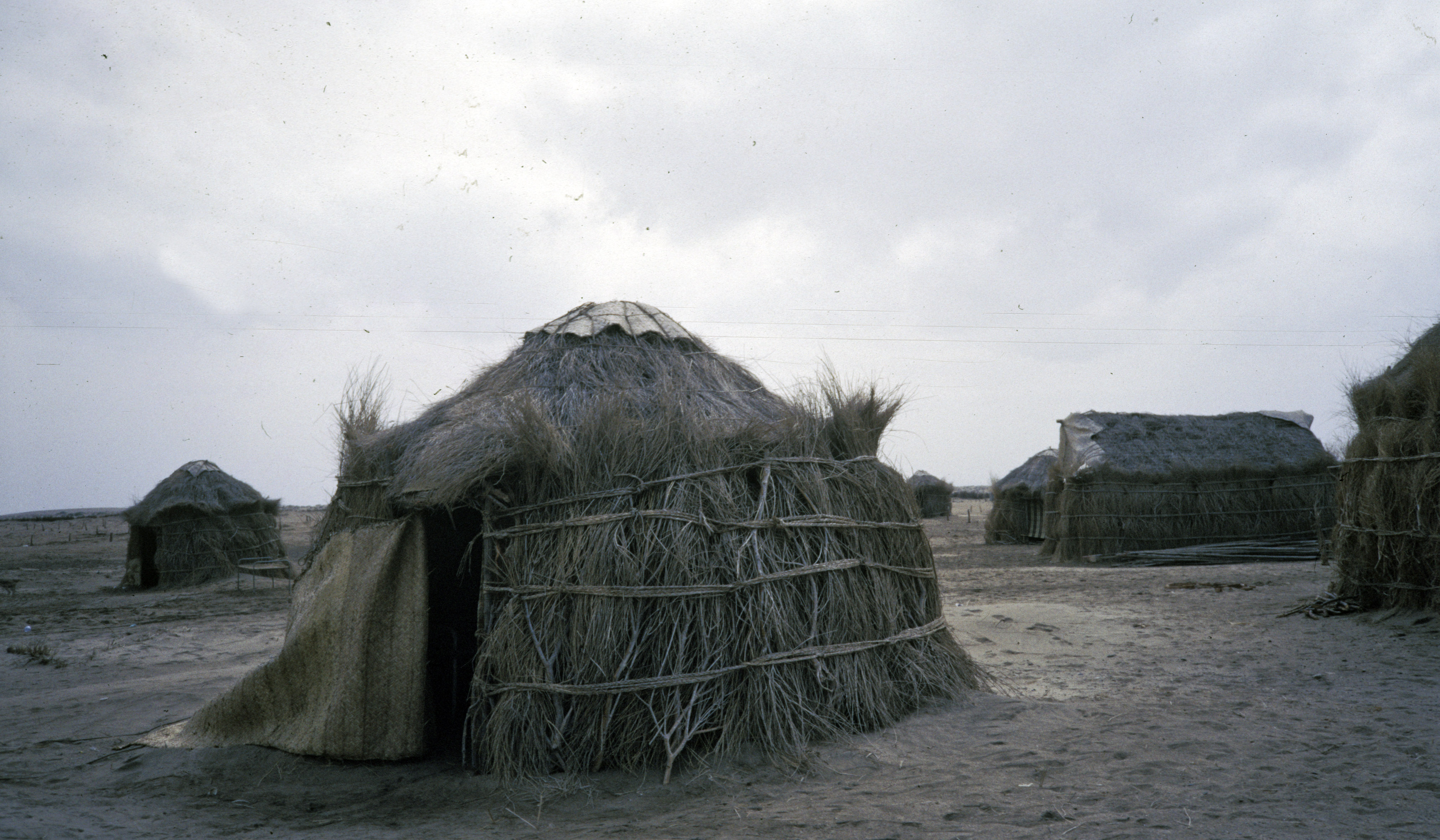
Село на острові Камаран, 1988 рік

Люди мешкали на Камарані протягом багатьох століть. У XVI столітті португальці заснували там форпост. У XIX столітті цей острів був окупований Османською імперією і використовувався як карантинна станція для прочан, що здійснюють хадж до Мекки. У червні 1915 року, під час Першої світової війни, острів був захоплений Британією. У 1923 році, згідно Лозаннського договору, який розділив переможену Османську імперію, суверенітет з Камарану був знятий, а його майбутнє «мало бути врегульовано зацікавленими сторонами». Незважаючи на заперечення Ємену, Велика Британія продовжувала контролювати острів зі своєї колонії Аден. У 1949 році вона формально оголосила губернатора Адена губернатором і Камарану, однак острів частиною колонії так і не став. 30 листопада 1967 він став частиною Народно-Демократичної Республіки Ємену (Південний Ємен). Незабаром після здобуття незалежності від Великої Британії, а саме в 1972 році, він був захоплений сусідньою Арабською Республікою Ємен (Північний Ємен), і в 1990 році став частиною об'єднаного Ємену.

## Населення
Єдиний населений пункт на острові — містечко Камаран. Населення становить близько 2200 осіб — араби.

## Економіка
Населення займається насамперед рибальством та мореплавством.

## Туризм
Сьогодні одним з найважливіших занять жителів Камаран є надання туристичних послуг. Камаран і прилеглі дрібні острови є ідеальним місцем для любителів підводного плавання.

## Принагідно
- Kamarān Island, Yemen [Архівовано 6 вересня 2015 у Wayback Machine.]